# Montfaucon (Gard)
Montfaucon é uma comuna francesa na região administrativa de Occitânia, no departamento de Gard. Estende-se por uma área de 4,24 km². Em 2010 a comuna tinha 1 545 habitantes (densidade: 364,4 hab./km²).